# 小千谷仏壇
小千谷仏壇（おぢやぶつだん）とは、新潟県小千谷市を中心とする地域で製作される仏壇。小千谷仏壇は、一応長岡仏壇に組み込まれるが、伝統的な金仏壇とはやや異なる。
なお、長岡仏壇は1980年（昭和55年）に経済産業省より、「伝統的工芸品産業の振興に関する法律」に基づく経済産業大臣の指定を受けた工芸品に指定されている。

## 起源・歴史
小千谷仏壇の起源は、はっきりしない。もともと小千谷は長岡仏壇の生産地域であり、長岡市側は門徒が多く、小千谷市でも長岡仏壇を使用している地域も多い。
山間部などでは、曹洞宗や真言宗の寺院数の割合が多いが、次第に浄土真宗の影響を受け、他宗徒においても仏壇を使用することになったとみられる。欅の木目をそのまま生かした仏壇が製作されるが、これは他宗徒が多いことの影響とされる。

## 特徴
- 金仏壇と欅仏壇の折衷。欅の木目をそのまま生かす。
- 台輪は木瓜に面取りしたものと、角隅の2種類がある。
- 障子に組子を入れずにガラスを入れる。